# Zaangemaal
Het Zaangemaal is een gemaal in de Nederlandse plaats Zaandam. Het gemaal slaat het water van de Schermerboezem uit op het Noordzeekanaal.
Het Zaangemaal, dat op 15 juni 1967 in gebruik werd genomen, was het eerste boezemgemaal van het toenmalige Hoogheemraadschap van de Uitwaterende Sluizen in Kennemerland en West-Friesland (US) (nu opgegaan in het Hoogheemraadschap Hollands Noorderkwartier). Voor die tijd werd overtollig water alleen langs natuurlijke weg via spuisluizen afgevoerd. Dit leidde regelmatig tot problemen, als bij zware regenval en opstuwend water langere tijd niet gespuid kon worden, en voor de inliggende polders een maalverbod moest worden afgekondigd. Met het gereedkomen van het Zaangemaal werd dit probleem veel minder, en het gemaal was tevens een belangrijke verbetering in het bestrijden van de watervervuiling in de Zaan: men kon nu het vuile Zaanwater direct op het Noordzeekanaal uitmalen, en elders schoon IJsselmeerwater inlaten. Ook de verzilting van het zuidelijke deel van het beheersgebied van US kon zo worden tegengegaan.